# 香港古樹名冊

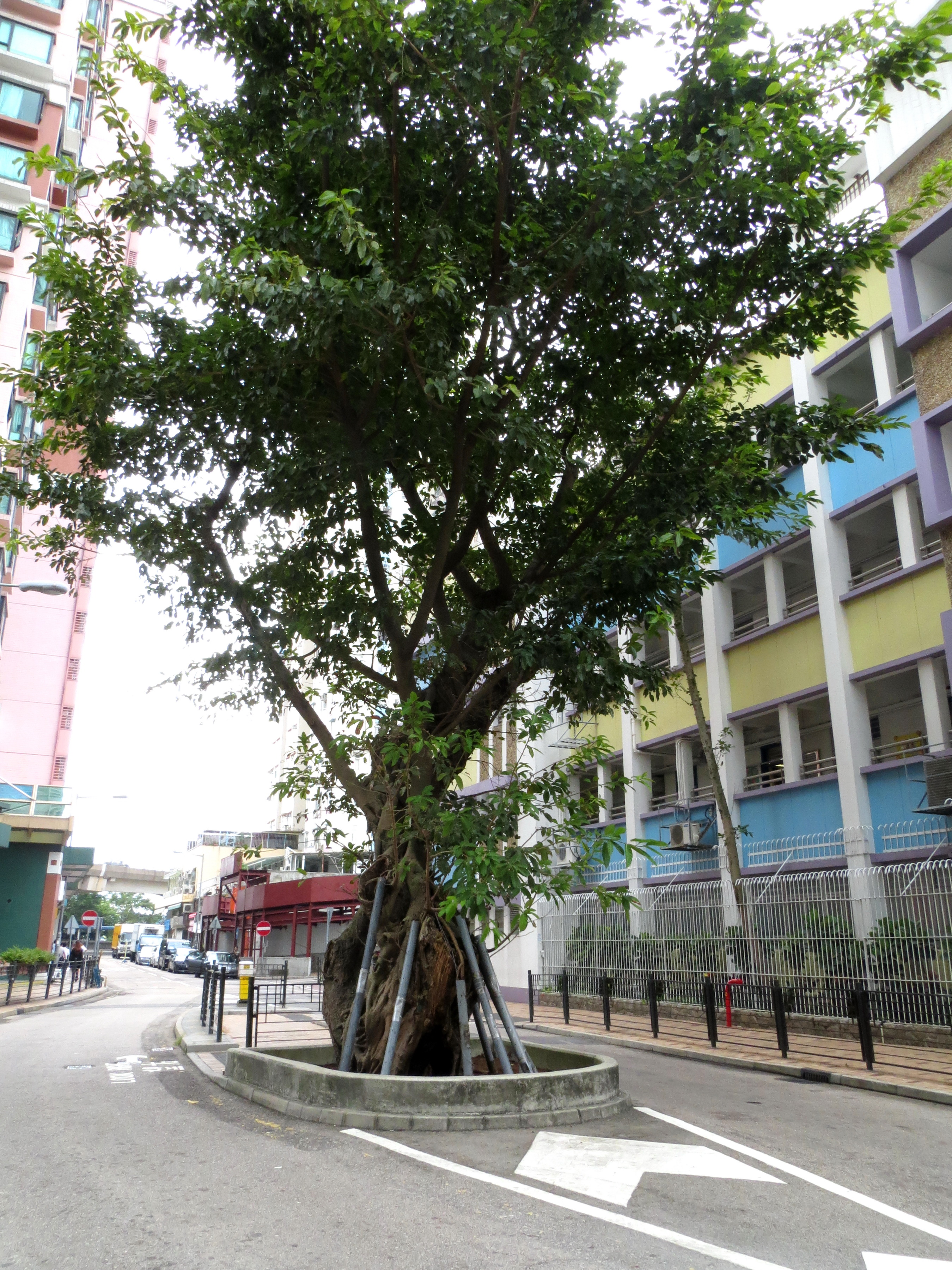
位於筲箕灣東大街筲箕灣官立小學前的古樹名木大葉榕（黃葛樹）（登記編號：LCSD E/15）

香港古樹名木冊（Register of Old & Valuable Trees）是一個樹木列表，為香港保存珍貴自然資源，香港特區政府因而編製了此古樹名木冊，以記錄香港珍貴樹木。港府自2004年起，在市區政府官地或新界鄉村地區旅遊勝地等，選定500幾棵樹木編入此古樹名木冊。名冊樹木分類為：
- 大樹
- 珍貴或稀有樹木品種
- 古樹（樹齡超過100年）
- 具文化、歷史或有紀念意義的樹木
- 樹形奇特

名册上列出樹木詳情、相片及位置地圖，由康樂及文化事務署負責出版及更新，地政總署提供其土地資料。

## 外部參考
- 古樹名木冊內樹木的資料